# Várdotfalva

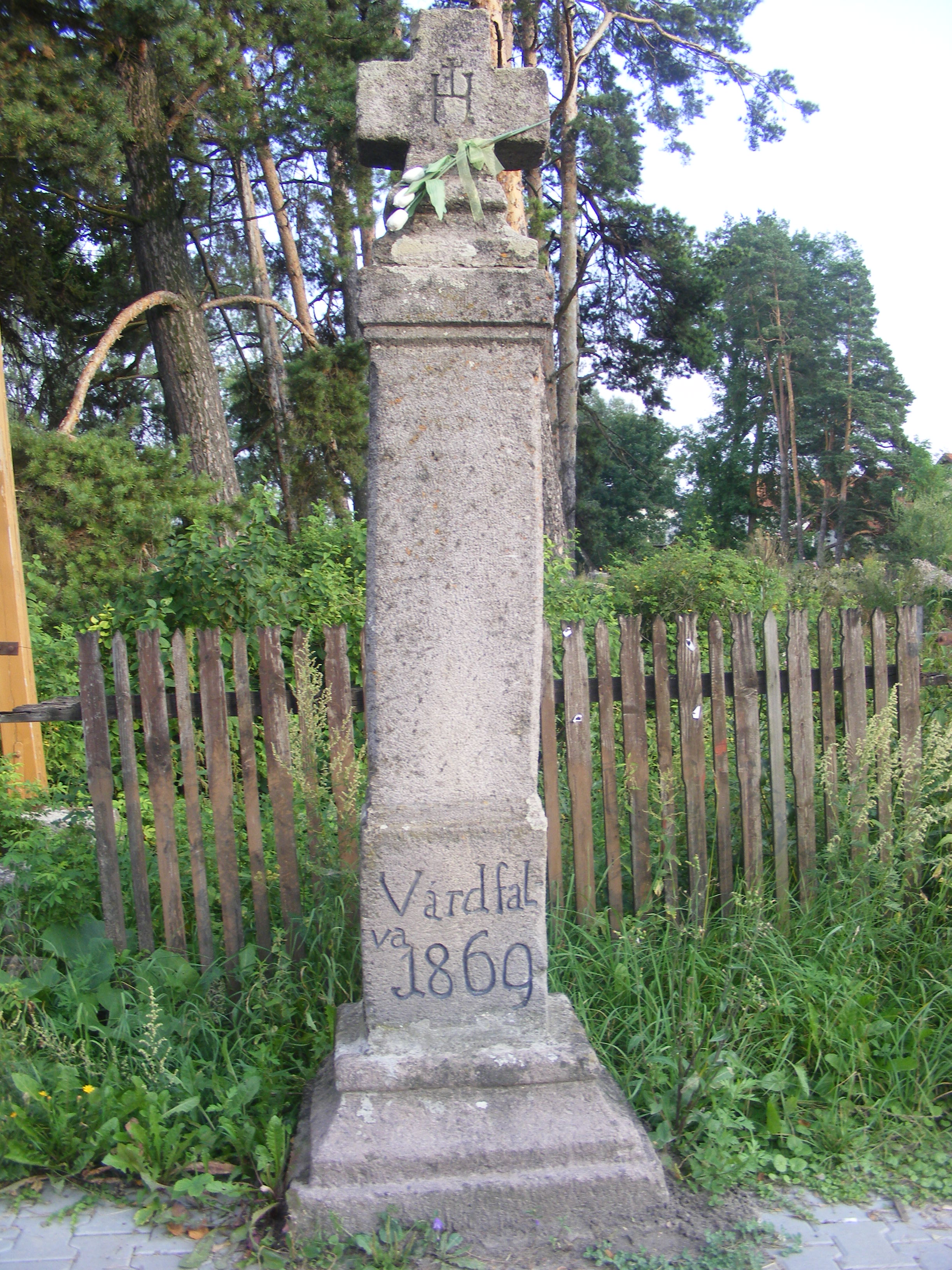
Kőkereszt Várdotfalván

Várdotfalva településrész Romániában, Erdélyben, Hargita megyében, 1959-től Csíkszereda része.

## Fekvése
Csíkszereda mellett, attól északkeletre fekvő település. 

## Története
Várdotfalva nevét 1519-ben említette először oklevél Vardotfalwa néven.
1567 körül  Vardoffalwa, 1602-ben Vardófalva, 1760-1762 között Wardotfalwa néven írták.
1760-ban Wardotfalwa 13 kapuval szerepelt az összeírásokban.
1891-ben A Pallas nagy lexikona írta a településről:
Csík-Várdotfalva kisközség Csík vmegye felcsíki járásában, 718 magyar lakossal, postahivatallal és postatakarékpénztárral. A község egy részét a hozzátartozó Csík-Somlyó képezi; ebben ferencrendi kolostor van igen becses, sok unikum magyar nyomtatványt tartalmazó könyvtárral, mely mindig kiváló szerepet vitt Csík vármegye történetében, továbbá római katolikus főgimnázium és tanítóintézet, internátus és konviktus. Csík-Somlyó a Kis-Somlyó hegy alján épült, tetején a Salvator (népiesen Silátor) kápolna áll, nagy bucsujárások célpontja.
1910-ben 949 lakosából 938 magyar volt. Ebből 915 római katolikus, 14 református volt.
A trianoni békeszerződés előtt Csík vármegye Felcsíki járásához tartozott.
1959 előtt önálló település. 1959-ben Csíkszeredához csatolták.